# Roman Voosen
Roman Voosen (geboren 1973 in Rheinhausen) ist ein Schriftsteller.
Roman Voosen wuchs in Papenburg auf. In Bremen studierte er Kunstgeschichte und Germanistik. Nach eigenen Angaben arbeitete er als Rettungssanitäter, Ersatzteilsortierer, Altenpfleger, Barkeeper, Musikjournalist und Lehrer.
Er lebt und arbeitet in Berg (Schweden). Zusammen mit Kerstin Signe Danielsson, mit der er seit dem Jahr 2013 verheiratet ist, schrieb Voosen einige Kriminalromane.

## Bücher
- 2012: Später Frost, KiWi, ISBN 978-3-462-04449-2
- 2013: Rotwild, KiWi, ISBN 978-3-462-04548-2
- 2014: Aus eisiger Tiefe, KiWi, ISBN 978-3-462-04694-6
- 2016: Der unerbittliche Gegner, KiWi, ISBN 978-3-462-04938-1
- 2018: In stürmischer Nacht, KiWi, ISBN 978-3-462-04824-7
- 2018: Erzengel, KiWi, ISBN 978-3-462-05137-7
- 2019: Schneewittchensarg, KiWi, ISBN 978-3-462-05247-3
- 2020: Die Taten der Toten, KiWi, ISBN 978-3-462-05377-7
- 2021: Der rote Raum, KiWi, ISBN  978-3-462-00163-1
- 2022: Die Spur der Luchse, KiWi, ISBN  978-3-462-00290-4
- 2024: Tode, die wir sterben, KiWi, ISBN 978-3-462-00459-5